# 下中野 (岡山市)
下中野（しもなかの）は、岡山県岡山市北区及び南区に跨る大字。郵便番号は700-0973（岡山中央郵便局管区）。住居表示に関する法律に基づく住居表示は実施されていない。

## 地理
岡山市中心部の南西、北区と南区の境に位置する東西に長い地区である。目抜き通りである県道21号岡山児島線、市道新保138号線、市道今西市線沿線には郊外型のロードサイド店舗が立地しており、特に岡山児島線と市道新保138号線が交わる下中野交差点付近には大型商業施設が複数立地している。それ以外の地域は基本的にアパートや一軒家を中心とした住宅街が広がっており、一部には工場や農地も存在する。
2010年国勢調査による人口は4434人、世帯数は2187世帯、面積は91万5215.60m2、人口密度は4844.8人/km2。
地区内の道路は県道21号岡山児島線と市道新保138号線が上下6車線の大通りであり非常に交通量が多いほか、西部では市道今西市線沿線も上下4車線の目抜き通りとなっている。地区内では東から新保下中野（1995年-2013年）、西部第三（1978年-1997年）、西市下中野（1994年-2007年）、今（1970年-1990年）の4つの土地区画整理事業が実施されているため、下中野における大部分の道路はそのいずれかの区画整理によって拡幅あるいは新設された街路となっている。ただし、それら区画整理が行われていない一部地域には狭隘な生活道路も残されている。

### 小・中学校の学区
行政上、下中野は一体ではなく、公立の小・中学校に通学する場合、学区は次のように指定されている 。ただし郵便番号は全域で共通である。
| 区   | 区域                               | 小学校     | 中学校     |
| ---- | ---------------------------------- | ---------- | ---------- |
| 北区 | 701番～722番、1218番～1231番       | 西小学校   | 御南中学校 |
| 北区 | 上記を除くJR瀬戸大橋線より西の区域 | 大元小学校 | 桑田中学校 |
| 南区 | 901番                              | 芳明小学校 | 芳田中学校 |
| 南区 | 上記を除くJR瀬戸大橋線より東の区域 | 芳田小学校 | 芳田中学校 |

## 歴史
地名の由来は、野原が開拓された地を上と下に分けたことによる。もとは御野郡（1900年4月1日からは御津郡）下中野村であり、更に遡れば上中野村と合わせて一村で中野村と称した。
南朝の忠臣多田頼貞が赤松氏の軍勢に敗れて網浜から当地に隠れ忍んだという説がある。江戸時代は宇喜多氏、小早川氏の支配を経て、1603年（慶長8年）から岡山藩領となる。村内は旭川を水源とする西川用水から取水し、金毘羅往来が通っている。1875年（明治8年）には東部に位置していた木村を併合した。1889年（明治22年）6月1日には下中野村を含む周辺7つの自然村の区域を以って町村制を施行し、新たに今村が成立したことにより同村の大字として下中野が新設された。1910年（明治43年）6月12日には中央部に宇野線が開通し、1925年（大正14年）3月6日には下中野北東部から岡山駅の間で経路が変更され、鹿田駅が移転し大元駅に改称されたことにより下中野近辺から鉄道が利用可能となった。下中野周辺ではそれまで米とムギが生産の中心であったが、昭和初頭以降は湿田を利用してイグサも生産されている。
1952年（昭和27年）4月1日には今村が岡山市と合併し、下中野は同市の大字となる。1951年（昭和26年）8月1日には東部を通る汽車製造の旧専用線を転換した岡山臨港鉄道が営業を開始し、下中野に駅は置かれていないが、岡南新保駅が近接していた。それまでは純然たる農村地帯であったが、高度経済成長期になると中央部を通る県道21号岡山児島線沿線に運輸・金属・電気関係の事業所が進出し、南西部・東部は宅地化が進行した。隣接町の住居表示の実施に伴い、1969年（昭和44年）7月20日に下中野の一部を大元駅前へ編入し、1982年（昭和57年）11月20日に下中野の一部を上中野一〜二丁目、今一〜八丁目及び大元一〜二丁目へ編入した。1984年（昭和59年）12月30日には岡山臨港鉄道が廃線となり、起点の大元駅から国道30号に至る2km区間は緑道公園「臨港グリーンアベニュー」として整備された。
2001年（平成13年）12月16日、JR宇野線の高架化により下中野の東西分断が解消された。2009年（平成21年）4月1日には岡山市の政令指定都市移行により行政区が設置されたが、下中野は宇野線の鉄道敷を境に北区と南区に分けられた。また、同日中に西市下中野土地区画整理事業の換地処分に伴う地番整理により、施行区域内の地番が変更されたほか、下中野の一部と新保の一部が双方にそれぞれ編入された。

## 主要施設
掲載順は地番の順序による
| - リコージャパン岡山支社 - グリーンコープ生活協同組合おかやま - サカイ引越センター岡山支社 - 西古松南部公園 - ひまわり内科クリニック - ゼンリン岡山支店 - 下中野野崎公園 - たかとり整形外科 - 中華そば伴 - パナソニックリビングショールーム岡山 - ファミリーマート岡山下中野本町店 - やまだ歯科医院 - ひまわり下中野店 - 本荘耳鼻咽喉科医院 - 焼肉五苑下中野店 - カレーハウスCoCo壱番屋岡山下中野店 - ドン・キホーテ岡山下中野店 - 伊藤歯科医院 - 三和石油下中野給油所 - 岡山県獣医師会 - MANIX岡山店 - auショップ岡山下中野 - お好焼き千房岡山下中野店 - ローソン下中野本町店 - トータルスタジオフォセット下中野店 - ファッションセンターしまむら下中野店 - 日本ティーエス本社 - ハウス食品岡山営業所 - 下中野本町公園 - スーパーハリウッド下中野 - ほっともっと下中野店 - 山陽マルナカ下中野店 - 岡山モール - ベスト電器岡山本店 - マクドナルド岡山ベスト電器モール店 - 啓文社岡山本店 - ホビーオフ岡山モール店 - 神戸クックワールドビュッフェ岡山下中野店 - グレートハリウッド - 平林金属岡山工場 - エディオン下中野店 - 日本通運岡山支店岡山中央事業所 - リックコーポレーション本社 - ゲオ下中野店 - ガスト岡山下中野店 - すわき後楽中華そば下中野店 - 餃子の王将岡山下中野店 - 塩らーめん嵐家 下中野店 - ハンプティ・ダンプティ岡山下中野店 - 天満屋ハピーズ下中野店 - 大三商行本社 - 山陽新聞販売西支店 - ランディ100今店 - ミサワ中国建設岡山営業所 - 森谷外科医院 - LIXIL住まいのAtoZ岡山 - パソコン工房岡山南店 - ちゅうりっぷ歯科 - セブン-イレブン岡山下中野店 - ALSOK綜合警備保障 - ファーマシィオレンジ薬局 - くすりのラブ下中野店 - カーテン・じゅうたん王国岡山今店 - ビューティーミュージアム下中野 - 下中野本町公会堂 - クリナップ岡山営業所 - TOTO岡山営業所 - 下中野西浦公園 - わたなべ生鮮館下中野店 - 第二宝島保育園 - ニコニコこどもクリニック - 岡山市消防局北消防署今出張所 | - シュープラザ岡山店 - 木村公会堂 - メガネの三城下中野店 - セブン-イレブン岡山下中野東店 - 岡山日産自動車下中野店 - 下中野木村中央公園 - ミスターバーク・ガーデン - 国土交通省北之後宿舎 - ミスターバーク岡山下中野本店 - ヤマト運輸岡山下中野センター - モンベル岡山店 - あきこ子ども歯科クリニック |